# Tan rouge
Weinmannia tinctoria
Espèce
Classification phylogénétique
Statut de conservation UICN

 CR C2a : 
En danger critique
Le tan rouge (Weinmannia tinctoria) est une espèce de plantes à fleurs de la famille des Cunoniacées. C'est un arbre endémique des Mascareignes. 
Synonyme : Weinmannia macrostachya DC.

## Description

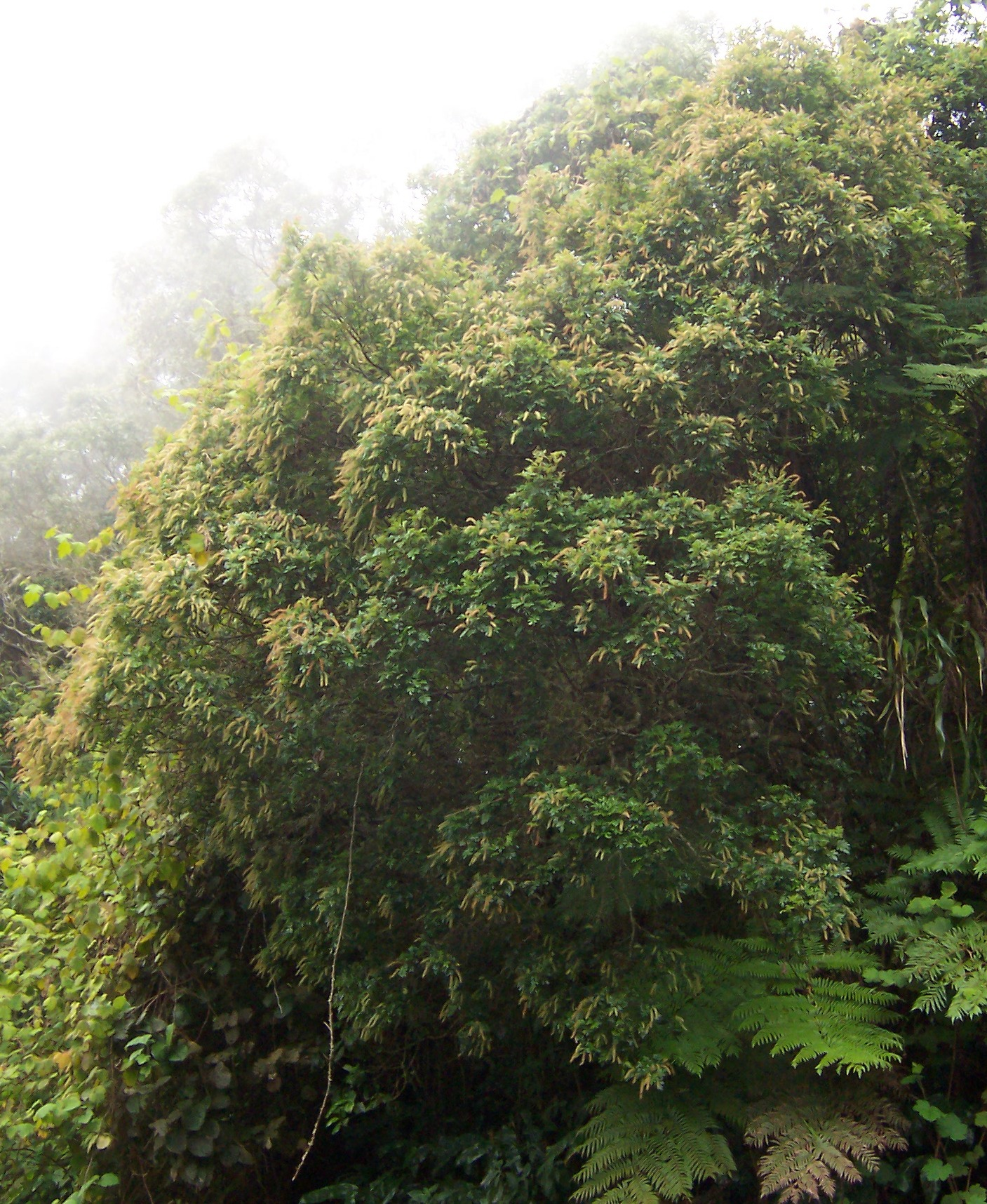
Arbre en floraison.

Gros arbre des forêts basses de l'île de la Réunion considéré comme un bois de Couleur, il peut mesurer jusqu'à 18 mètres. Dans les forêts d'altitude, on peut le trouver à l'état d'arbuste.
Son tronc droit porte de grosses branches. L'écorce du tronc, qui était utilisée pour la préparation des cuirs, est riche en tanins et rend une coloration rouge, d'où le  nom commun de l'arbre.
Ses feuilles sont opposées et composées de 2 à 9 paires de folioles ovales dentelées. Le rachis des feuilles est ailé.
Ses fleurs très mellifères varient du rouge au blanc et sont disposées sur un épi. Les abeilles qui butinent le nectar de ces fleurs donnent un miel vert, agréablement parfumé.
Les graines noirâtres sont enserrés dans des fruits à trois capsules. Leur germination ne se produit que lorsqu'elles tombent sur un tronc de Fanjan (fougère arborescente).

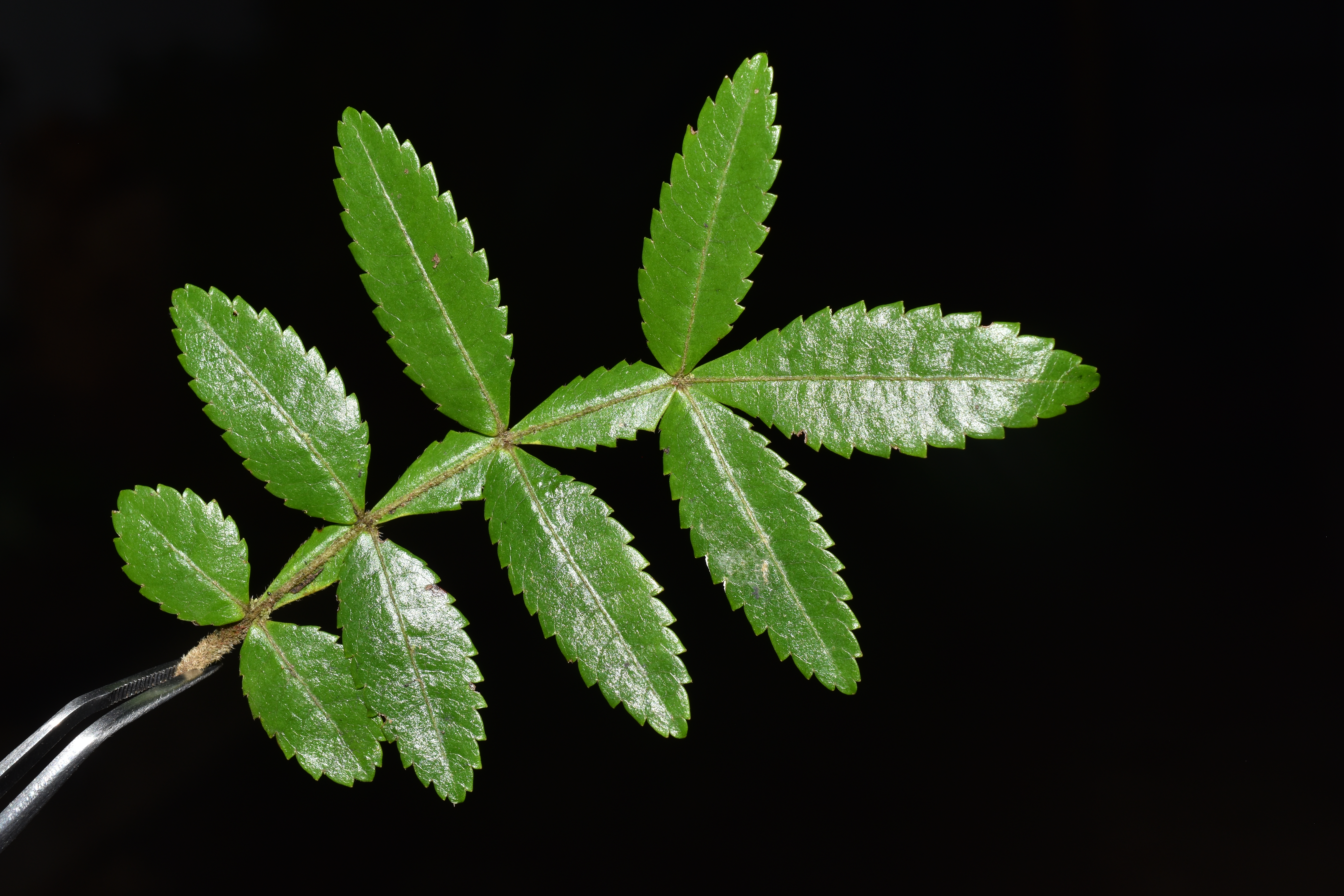
Feuille face Adaxiale de Weinmannia tinctorial.

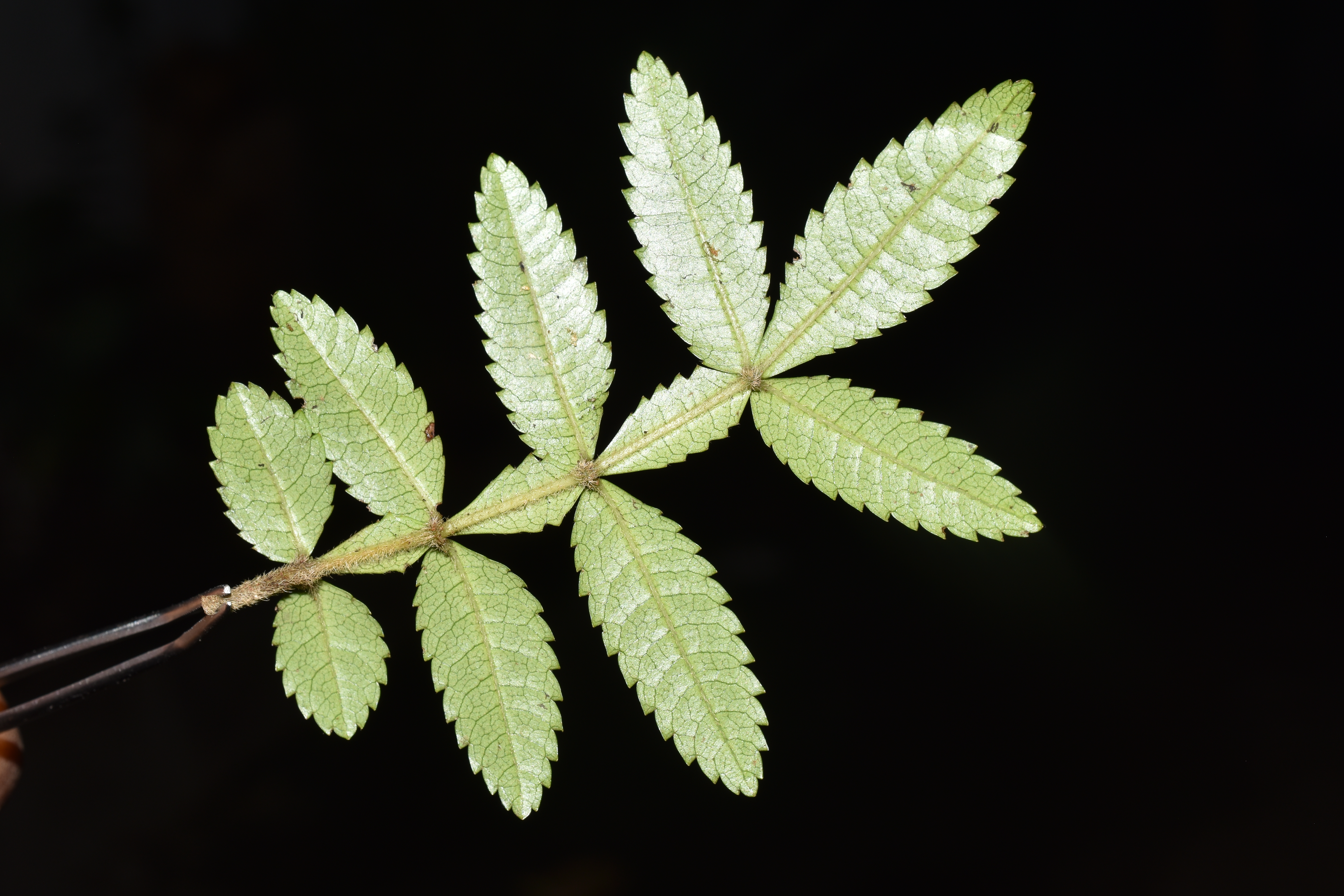
Feuille face abaxial Weinmannia tinctorial.

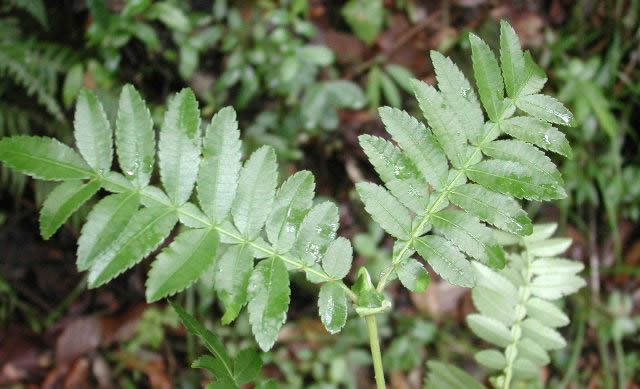
Détail des feuilles montrant le rachis ailé.

## Utilisation

### Ébénisterie
Le bois rouge sombre, étant droit et dur, est très prisé pour l’ébénisterie et la charpenterie. On utilisait le tan rouge pour fabriquer des bardeaux et des barriques.

### Propriétés médicinales
L'écorce est astringente et fébrifuge.